# Подгорное (Акмолинская область)
Подгорное (каз. Подгорное) — село в Жаксынском районе Акмолинской области Казахстана, образует административно-территориальное образование «Село Подгорное».
Код КАТО — 115273100.

## География
Село расположено в 15 километрах на юг от райцентра, в 300 километрах от областного центра.

## Население
В 1999 году население села составляло 1023 человека (496 мужчин и 527 женщин). По данным переписи 2009 года, в селе проживало 789 человек (381 мужчина и 408 женщин).
По данным на 2010 год население села составляло 802 человека. Национальный состав: украинцы (23,2%), русские (23%), казахи (21,9%).

## Образование
На территории села функционирует общеобразовательная Подгорненская школа, детский сад «Балауса». В школе обучается на данный момент 140 учащихся. Школа со смешанным языком обучения; 5-летки и 6-летки, из них 2 класса с казахским языком обучения. 